# Mesochorus aggressor
Mesochorus aggressor là một loài tò vò trong họ Ichneumonidae.